# Platbuik
De platbuik (Libellula depressa) is een echte libel (Anisoptera) uit de familie van de korenbouten (Libellulidae).
De platbuik is een pionierssoort en meestal te vinden bij kleine wateren met weinig vegetatie. De volwassen mannetjes van de platbuik zijn hoofdzakelijk blauw terwijl de vrouwtjes bruingeel zijn.

## Verspreiding en habitat
De platbuik komt voor in Europa tot in delen van het Midden-Oosten. De libel komt binnen Europa voor van het Middellandse Zeegebied tot in zuidelijk Scandinavië. In Groot-Brittannië komt de platbuik alleen in het zuiden van Engeland algemeen voor. In Frankrijk en Duitsland is de libel algemeen, behalve in hoger gelegen gebieden. De platbuik komt in grote delen van België en Nederland algemeen voor, in sommige streken zoals het westen van Vlaanderen is de libel zeldzaam.
Jongere exemplaren zoeken zodra ze het water hebben verlaten bosranden en houtwallen op waar ze op vliegende prooien jagen. De platbuik is soms in grote aantallen te vinden. Zodra de libel geslachtsrijp is wordt een geschikte plek gezocht om zich voort te planten. Aangezien de nimfen in het water leven zoeken de mannetjes en vrouwtjes de waterkant op.
De platbuik is vaak een van de eerste soorten bij nieuw aangelegde poelen en plasjes als grindafgravingen en vijvers. De libel zet de eieren bij voorkeur af in wateren waar nog weinig tot geen plantengroei is. Een deel van dergelijke wateren ontwikkelt gedurende enkele jaren een weelderige plantengroei. Omdat de nimf van de libel meestal twee jaar onder water leeft, wordt een libel die uit de larvenhuid kruipt vaak geconfronteerd met een water dat ongeschikt wordt bevonden voor de afzet van de eieren. Veel platbuiken gaan zodra ze het volwassen stadium hebben bereikt dan ook op zoek naar andere wateren om hun eieren af te zetten.

## Kenmerken
De platbuik is een forse maar relatief korte libel, met een duidelijk afgeplat achterlijf waaraan de naam platbuik te danken is. Door het afgeplatte achterlijf is de platbuik in België en Nederland nauwelijks met andere soorten te verwarren. De grote ogen zijn zeer donkerrood tot bruin. Het achterlijf is bij de mannetjes blauw, en geel bij de vrouwtjes. Een ander duidelijk kenmerk ter onderscheid met andere soorten, zoals de bruine korenbout (Libellula fulva), zijn de opvallende basisvlekken op de vier vleugels. De platbuik kan een lengte bereiken van 39 tot 48 millimeter. De vrouwtjes blijven in de regel iets kleiner dan de mannetjes.

### Borststuk
Het borststuk is sterk behaard, en draagt voor de aanhechting van de voorvleugels aan beide kanten een opvallende crèmekleurige schouderstreep.
De spanwijdte van de voorvleugels is ongeveer 65 tot 75 millimeter. De vleugels hebben een zwarte vleugeladering, met elk een donkere vlek aan de vleugelbasis. De vleugeladers in de vlek zijn opvallend geel.
De poten zijn zwart maar het dijbeen is bruin.

### Achterlijf
Het achterlijf is breed en enigszins lancetvormig.
De kleur van het achterlijf verandert ook naarmate de libel ouder wordt, en verschilt uiteindelijk per sekse. De vrouwtjes en alleen de jonge mannetjes zijn geelbruin, de zijkanten van het derde tot het zevende lichaamssegment zijn duidelijk lichter tot geel van kleur. Het achterlijf van mannetjes verkleurt later naar blauw. Oudere vrouwtjes kleuren donkerder en kunnen ook een blauwe kleur krijgen maar wel in mindere mate. Bij de vrouwtjes blijven altijd de gele segmentranden zichtbaar terwijl deze bij mannetjes uiteindelijk geheel blauw verkleuren. Zowel bij jonge mannetjes als vrouwtjes zijn in het achterlijf opvallende luchtbellen zichtbaar. Bij oudere mannetjes zijn die door de berijping niet meer te zien.

## Vliegtijd
De vliegtijd van de platbuik loopt van eind april tot begin september, met een piek in de tweede helft van mei en de eerste helft van juni.

## Voortplanting en ontwikkeling

### Paring
Mannetjes verdedigen een territorium. Ze zijn erg agressief en verjagen zowel andere mannetjes als exemplaren van heel andere libelsoorten. De mannetjes gebruiken vaak een duidelijk boven het maaiveld uitstekende plaats als uitkijkpost, zoals een rietstengel of een tak.
Als een vrouwtje in het territorium komt zal het mannetje proberen te paren. De paring duurt maar enkele seconden en vindt plaats in de lucht. Het vrouwtje zet daarna onder begeleiding van het mannetje de eitjes al vliegend af op de waterspiegel, waarbij ze de achterlijfspunt in het water doopt.

### Ei
De eitjes worden in groepjes afgezet in ondiep water, vaak in de buurt van waterplanten als kranswieren. Het ei heeft een vorm die doet denken aan een citroen; ovaal met puntige zijkanten. Het is eerst wit, en verkleurt later geel tot bruin. De eieren hebben een gelatineus omhulsel dat opzwelt zodra het in contact komt met water.

### Nimf

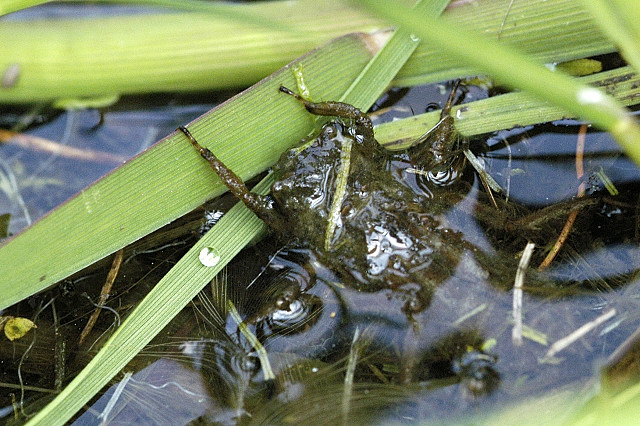
Nimf

De eieren komen na twee tot vijf weken uit, waarna de nimf verschijnt. Jonge nimfen bevinden zich vaak op de bodem, de oudere graven zich in. Ze zijn kannibalistisch en eten kleinere soortgenoten. De ontwikkeling van nimf tot imago duurt meestal twee jaar, onder gunstige omstandigheden kan een nimf zich al na een jaar tot volwassen libel ontwikkelen. Dat gebeurt alleen als de watertemperatuur hoog is en er genoeg voedsel beschikbaar is. De nimfen hebben een duidelijke segmentering, en aan het achterlijf zijn vijf uitsteeksels zichtbaar rond de achterlijfspunt.
In vergelijking met andere typische pionierssoorten is de ontwikkelingsduur van de platbuik relatief lang. De nimf is echter zeer bestendig, en als de leefomstandigheden tegenzitten is ze in staat hierop te reageren, bijvoorbeeld door zich over land naar een ander oppervlaktewater begeven. De nimf kan ongeveer een dag op het droge verblijven en is een van de weinige aquatische insectenlarven die ook op het land kan worden aangetroffen. Bij droogte graaft het dier zich in de modder in en kan zo een tijd overleven. Uit waarnemingen blijkt dat de nimf in opgedroogde modder tot 53 dagen in leven kan blijven. Ze zijn bestand tegen vorst: als de bodem tijdens hun winterslaap bevriest kunnen ze dit overleven.

#### Uitsluipende libel

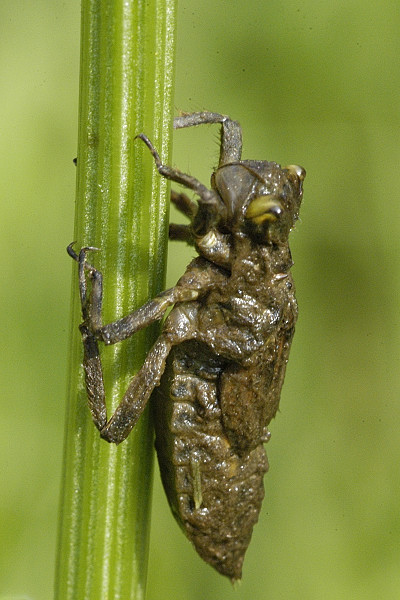
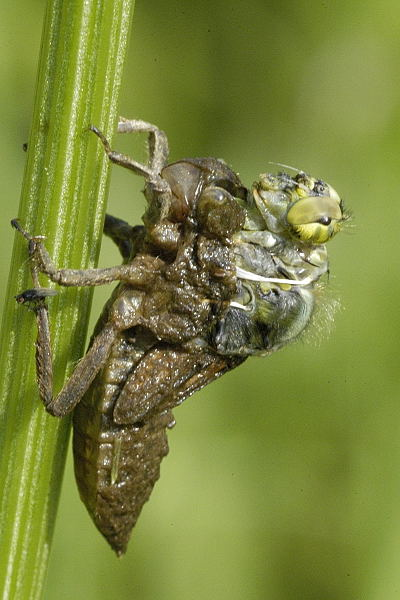
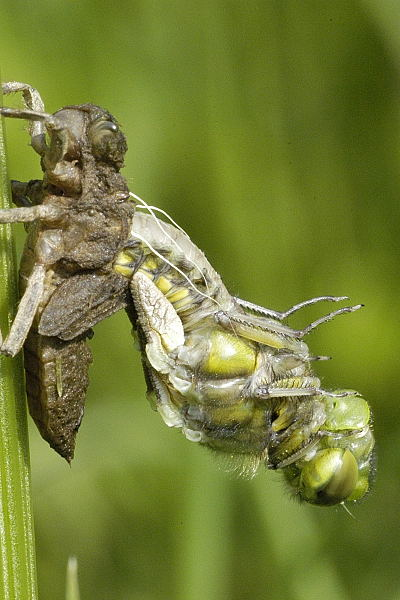
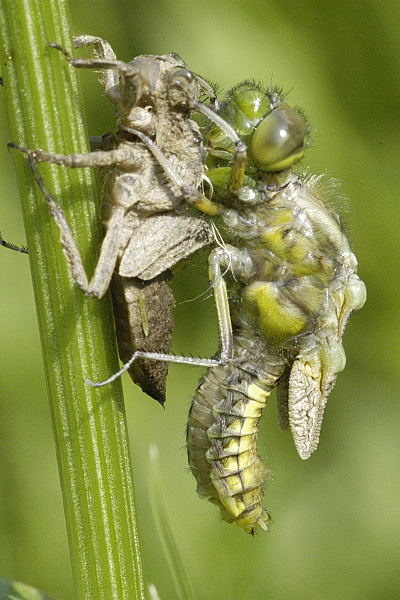
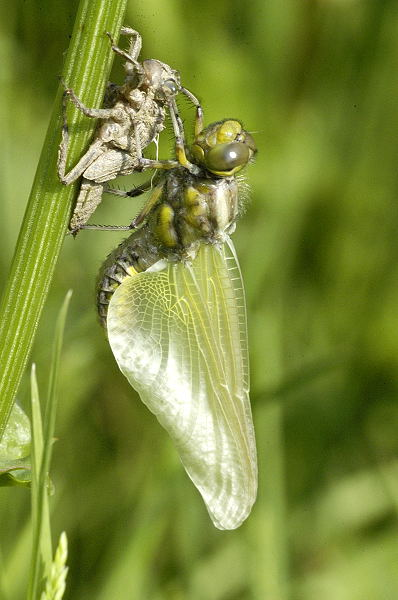

## Habitat
De soort is overal in Nederland aan te treffen, maar de hoogste dichtheden op de zand- en lössgronden in het binnenland. Er is een trend dat de soort zich naar het westen uitbreidt. Mogelijk spelen daarbij natuurontwikkelingsprojecten en het daarmee samenhangende ontstaan van pionierssituaties een rol.

## Naamgeving
De wetenschappelijke naam van de soort werd in 1758 gepubliceerd door Carl Linnaeus.
Er worden twee ondersoorten onderscheiden: Libellula depressa depressa en Libellula depressa taurica. De ondersoorten verschillen in uiterlijk en met name het verspreidingsgebied. De ondersoort depressa komt voor in het grootste deel van het areaal terwijl de ondersoort taurica alleen voorkomt in Oekraïne.

## Bedreigingen en bescherming
De platbuik staat op de Rode Lijst van de IUCN als niet bedreigd, beoordelingsjaar 2013.

## Verwante en gelijkende soorten
De gewone oeverlibel (Orthetrum cancellatum) is ook vrij breed gebouwd, maar niet zo breed als de platbuik. Mannetjes gewone oeverlibel vertonen ook de blauwe berijping op het achterlijf, vaak met gele zomen langs de segmentranden. Ze hebben echter een duidelijke zwarte punt aan het achterlijf, die ontbreekt bij de platbuik. Vrouwtjes gewone oeverlibel hebben een geel achterlijf met twee zwarte lengtestrepen, die ontbreken bij de platbuik. Verder heeft de gewone oeverlibel geen zwarte vlekken in de basis van de vleugels en geen crèmekleurige schouderstrepen.
De viervlek (Libellula quadrimaculata) is eveneens een vrij breed gebouwde libel, met dezelfde oranje tot bruine grondkleur als vrouwtjes en jonge mannetjes platbuik. Viervlekken zijn echter minder breed gebouwd, hebben een zwarte achterlijfspunt en zwarte vlekjes halverwege de vleugelvoorrand. Ze hebben hooguit grijze, maar nooit blauwe berijping en geen crèmekleurige schouderstrepen.